# 컬슨 벤저민
컬슨 벤자민(영어: Kurlson Benjamin, 1984년 6월 12일 ~ )은 도미니카 연방의 축구 선수이다.